# Ronit Bason
Ronit Bason, coniugata Dimant (in ebraico רונית בסון-דימנט‎?; Haifa, 20 ottobre 1963), è un'ex cestista israeliana.

## Carriera
Con Israele ha disputato i Campionati europei del 1991.